# V-24

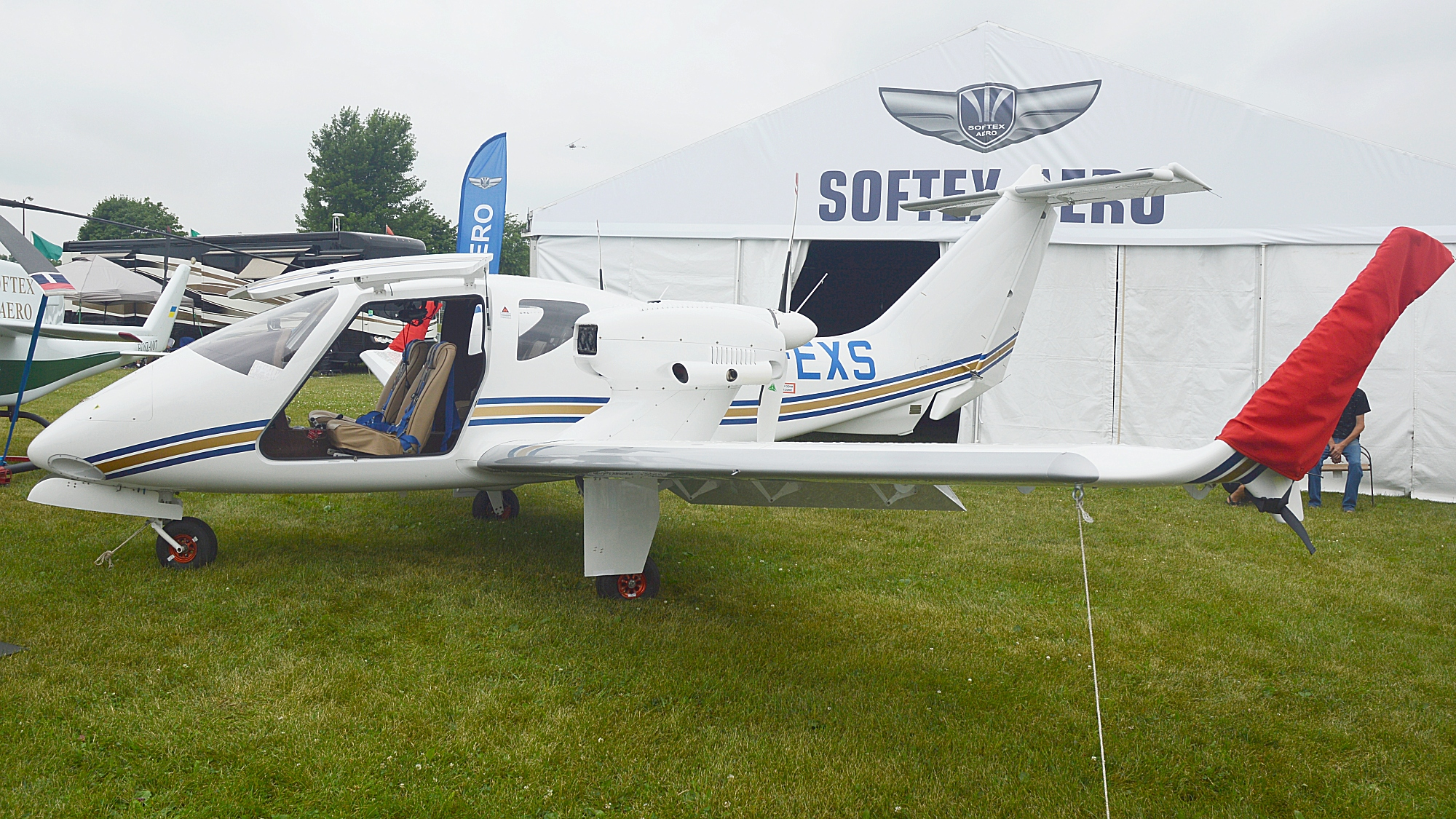
Softex-Aero V-24

V-24 — український багатоцільовий літак бізнес-класу. Розроблений в 2010—2012 роках авіабудівельною компанією Softex-Aero в місті Бровари. Двигуни V-24 встановлені на пілонах над крилом, цим розробка українців трохи схожа на конфігурацію двигуна в HondaJet.

## Історія
20 листопада 2012 року літак здійснив свій перший політ.
В травні 2016 року літак взяв участь на авіашоу в США.

## Варіанти
V-24 — з двигуном Rotax 912 power
V-24L — з двигуном 160hp Lycoming IO-320
V-24TP — з двигуном PBS TJ-100 turboprop power

## Характеристики
- Двигун — Rotax 912 ULS/2
- Потужність — 100 к. с. (73,5 кВт)/2
- Тип палива — A-95, 100 LL
- Гвинт MTV-21-A-C-F / CFL 0178-51 (ВІШ)
- Екіпаж (пілот + пасажири) 1 + 3
- Максимальна злітна вага — 1220 кг
- Вага порожнього — 640 кг
- Розмах крила — 11,18 м
- Площа крила — 11,7 м²
- Довжина фюзеляжу — 7,34 м
- Висота — 2,98 м
- База шасі — 2,19 м
- Ширина кабіни — 1,26 м
- Максимальна швидкість — 250 км/год
- Крейсерська швидкість — 219 км/год (75 потужностей)
- Швидкість відриву — 98 км/год
- Швидкість звалювання — 92 км/год
- Швидкопідйомність — 7,6 м/с
- Стеля — 4000 м
- Розбіг — 270 м
- Пробіг — 280 м
- Ємність паливних баків: 120х2 л, 240 л (180 кг)
- Витрата палива: 25/2Л, 50 л/год
- Максимальна дальність польоту зі стандартним баком — 1300 км
- Максимальна тривалість польоту — 4,8 години
- Об'єм багажного відсіку — 150 л
- Аеродинамічна якість — 14
- Граничні перевантаження + 4 / -2 G
- Експлуатаційні температури + 45 / -30 ̊C

## Вартість
На 2016 рік вартість літака становила 550 тисяч доларів.